# Eduard Marcewicz
Eduard Jewgienjewicz Marcewicz (ros. Эдуард Евгеньевич Марцевич; ur. 1936, zm. 2013) – radziecki aktor, Ludowy Artysta RFSRR. 

## Życiorys
Członek Komunistycznej Partii Związku Radzieckiego od 1967. W 1959 ukończył Szkołę Teatralną im. Szczepkina, od tegoż roku w trupie Moskiewskiego Teatru imienia Majakowskiego. W 1969 przeszedł do Teatru Małego. 
Występował w filmach kinowych. Żona – balerina Jelena Riabinkina.

## Nagrody i odznaczenia
- Ludowy Artysta RFSRR (1987).

## Wybrane prace
Filmy kinowe:
- „Otcy i dieti” (ros. „Отцы и дети”, 1959);
- „Krasnaja pałatka” (ros. „Красная палатка”, 1969);
- „Kraża” (ros. „Кража”, 1970);
- „Obryw” (ros. „Обрыв”, 1973);
- „Iszczu moju sudʹbu” (ros. „Ищу мою судьбу”, 1974);
- „Eta triewożnaja zima” (ros. „Эта тревожная зима”, 1975);
- „Karł Marks. Mołodyje gody” (ros. „Карл Маркс. Молодые годы”, 1980);
- „Zielonyj furgon” (ros. „Зеленый фургон”, 1983);
- „Dom na diunach” (ros. „Дом на дюнах”, 1984);

i inne .